# Pietra di mira

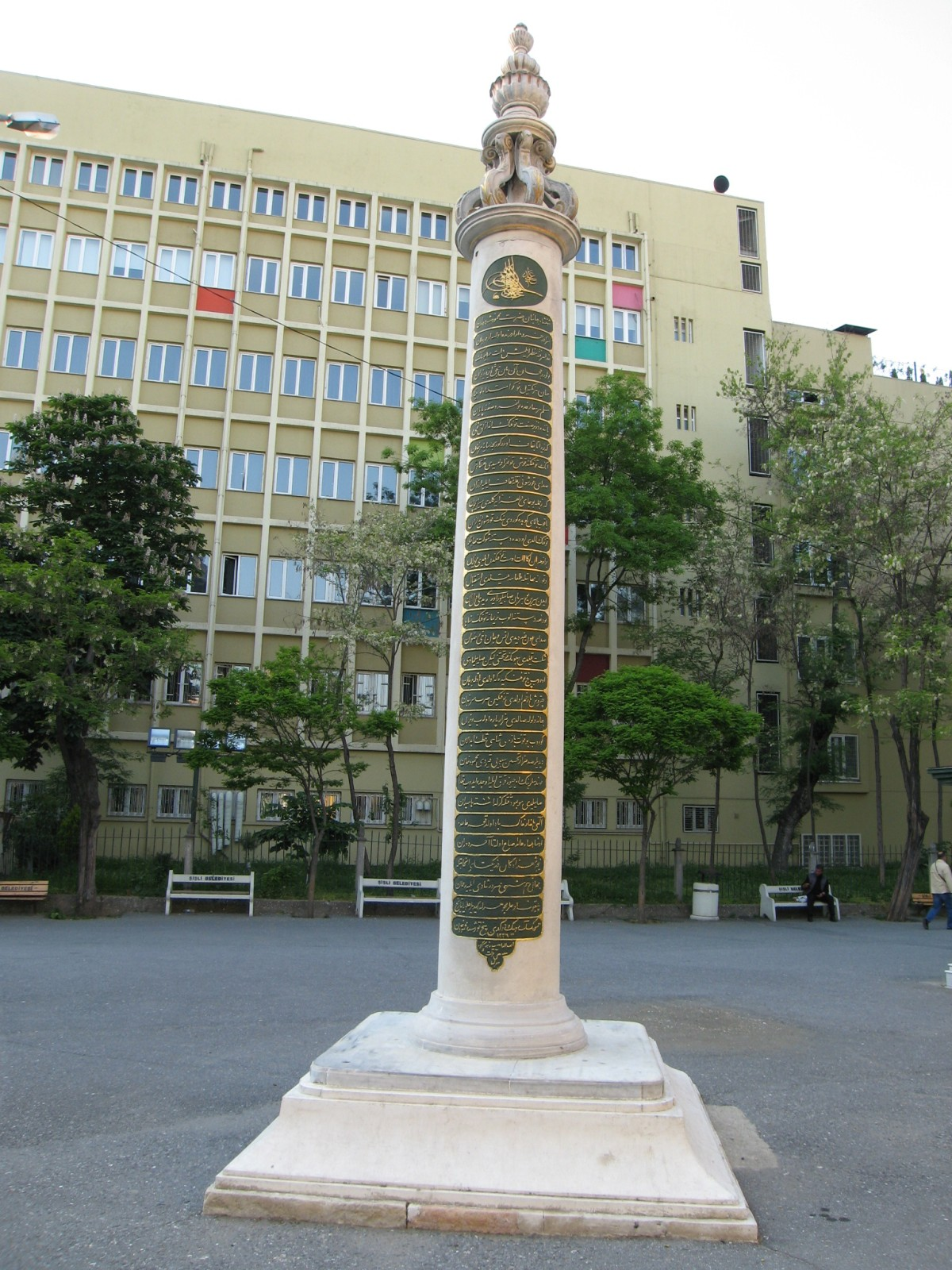
La nişan taşı di Mahmud II eretta nel cortile della Moschea Teşvikiye a Nişantaşı, Istanbul

La pietra di mira (in turco nişan taşı o nişantaşı) o pietra di bersaglio è una stele iscritta in pietra eretta in età ottomana per ricordare un primato nel tiro con l'arco (e più tardi col fucile o altre armi). Qualora eretta da un alto dignitario, un visir o un sultano, la stele è spesso notevole da un punto di vista artistico e letterario. A Istanbul alla fine dell'età ottomana esistevano circa trecento di queste stele, ridottesi oggi a una quarantina.

## Descrizione
Le pietre di mira erano scolpite in forma di stele o colonna, e recavano incise sulla parte di esse rivolte verso il tiro l'identità e occupazione dell'arciere, la distanza e la data del tiro. Qualora a essere l'autore del record fosse stato un alto dignitario, un visir o il sultano in persona, la nişan taşı assumeva l'aspetto di un vero e proprio monumento, spesso recante incisi componimenti poetici i quali lodavano le capacità dell'arciere. Nel campo di tiro di Istanbul alla fine dell'età ottomana erano presenti circa trecento pietre di mira; di queste ne sono sopravvissute soltanto quaranta. Uno dei più importanti quartieri di Istanbul, Nişantaşı, ha preso il suo nome dalle numerose pietre di mira presenti nella zona.

## Storia

### Lenişan taşınel tiro con l'arco

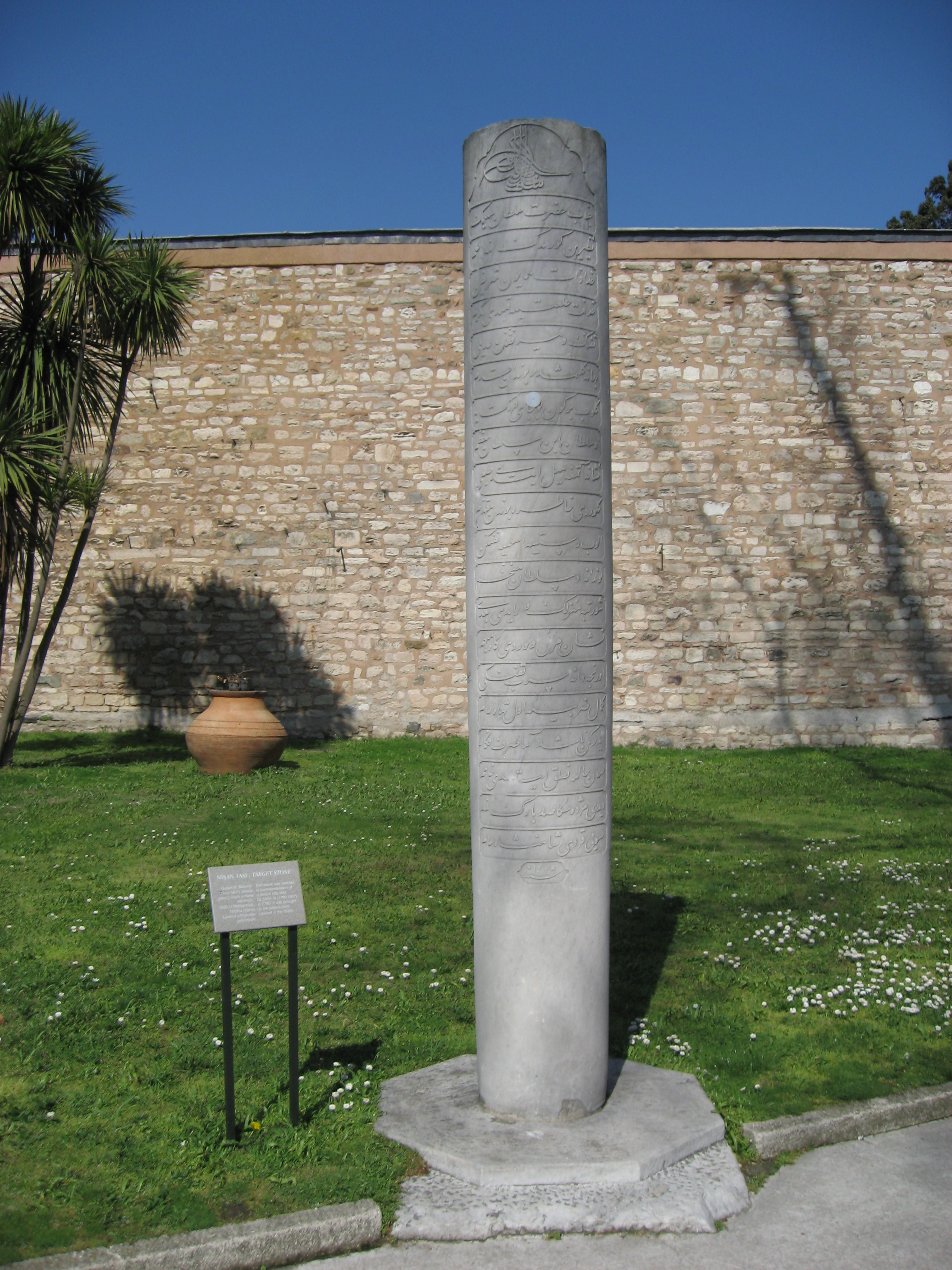
Pietra di mira eretta nel secondo cortile del Topkapı sarayi da Selim III

Il tiro con l'arco era una fra le discipline sportive praticate dagli ottomani. Esso si distingueva in tiro da campo e tiro a distanza. Lo scopo di quest'ultima specialità era scagliare una freccia il più lontano possibile. Quest'attività veniva esercitata in campi di tiro appositi, i quali venivano amministrati da una fondazione (in turco Waqf). I primi campi di tiro risalgono presumibilmente all'inizio del XV secolo e si trovavano nelle prime due capitali ottomane, Bursa ed Edirne. A Istanbul, il campo di tiro venne istituito da Mehmet II nella località europea chiamata per questo Okmeydanı ("campo della freccia"). Nella Okmeydanı si stabilì anche la tekke dei tiratori, organizzata secondo i precetti di Ahi Evran (un sufi appartenente all'ordine dei Bektashi fondatore della Confraternita Ahî). Dopo la fondazione di questo campo di tiro, la popolarità di questo sport, particolarmente prestigioso presso i militari, aumentò, soprattutto durante il regno dei Sultani Bayezid II e Solimano il magnifico.
Chi si voleva cimentare in questa disciplina, doveva innanzi tutto diventare l'apprendista di un maestro arciere. Inoltre gli veniva assegnato un altro arciere, chiamato "fratello", da cui imparare le buone maniere. Lo scopo dell'addestramento, che iniziava con una cerimonia detta della "piccola presa", era quello di imparare a scagliare frecce del tipo pişrev a 900 gez (547 m) e frecce di tipo azmayiş a 800 gez (486 m) di distanza. Qualora questo fosse avvenuto in presenza di quattro testimoni, il nome dell'apprendista arciere sarebbe stato iscritto nel registro della Okçular Tekkesi ("la loggia degli arcieri") e dopo la cerimonia di accettazione (in turco icazet), detta della "grande presa", esso sarebbe divenuto un arciere registrato (in turco defterli). Lo scopo ultimo dell'arciere era però quello di stabilire un record di distanza nel campo di tiro, record che sarebbe stato ricordato con una pietra di mira (in turco nişan taşı). I tiri venivano effettuati nella direzione del vento prevalente quel giorno, e da questo erano denominati. L'arciere tuttavia non era libero di tirare dove voleva, e l'amministrazione della loggia decideva se il tiro in quella direzione poteva essere permesso o no. La presenza di una vecchia nişan taşı nella stessa direzione, la vicinanza ai confini del campo di tiro, la possibilità di confusione con altri record, erano tutte situazioni valide per vietare il tentativo.
Una volta ottenuto il permesso, l'arciere raccoglieva un basso mucchio di pietre (in turco ayak taşı, "pietra del piede") sul punto da dove avrebbe tirato la freccia. A questo punto, doveva per prima cosa superare le distanze minime di 900 e 800 gez con i due tipi di frecce permesse. Una volta fatto ciò, sul luogo dove era atterrata una delle frecce veniva eretta una "pietra basica" (in turco ana taşı), e quella era la direzione verso la quale l'arciere avrebbe tirato per cercare il record. Era anche possibile provare a battere il record esistente testimoniato da una nisantasi già esistente, ma anche per questo bisognava chiedere il permesso alla waqf. Per la validazione del record era richiesta la presenza di quattro persone: due testimoni presso la ayak taşı (gli  ayak şahidi, cioè i testimoni del piede), e due osservatori presso l'ana taşı, chiamati havacı. Inoltre, il punto di atterraggio della freccia doveva distare non più di 30 gez (18 m) dalla linea congiungente le due pietre. Qualora tutte queste condizioni fossero state soddisfatte, e la distanza percorsa avesse stabilito un record per quella direzione, sul luogo della caduta della freccia sarebbe stato eretto un mucchietto di sassi, sostituito entro sei mesi da una nuova nişan taşı.
Oltre che tiri in solitaria per stabilire un record, erano possibili gare fra arcieri (in turco ok koşusu), le quali si svolgevano in luoghi diversi dalla ok meydani. In questo caso, si utilizzava un bersaglio, il quale veniva posto progressivamente più lontano, sinché un solo arciere fosse rimasto in gara. Sulla corrispondente nişan taşı venivano incise la distanza, la data e il nome del vincitore e degli altri partecipanti.

### Nişan taşıper altri tipi di tiro

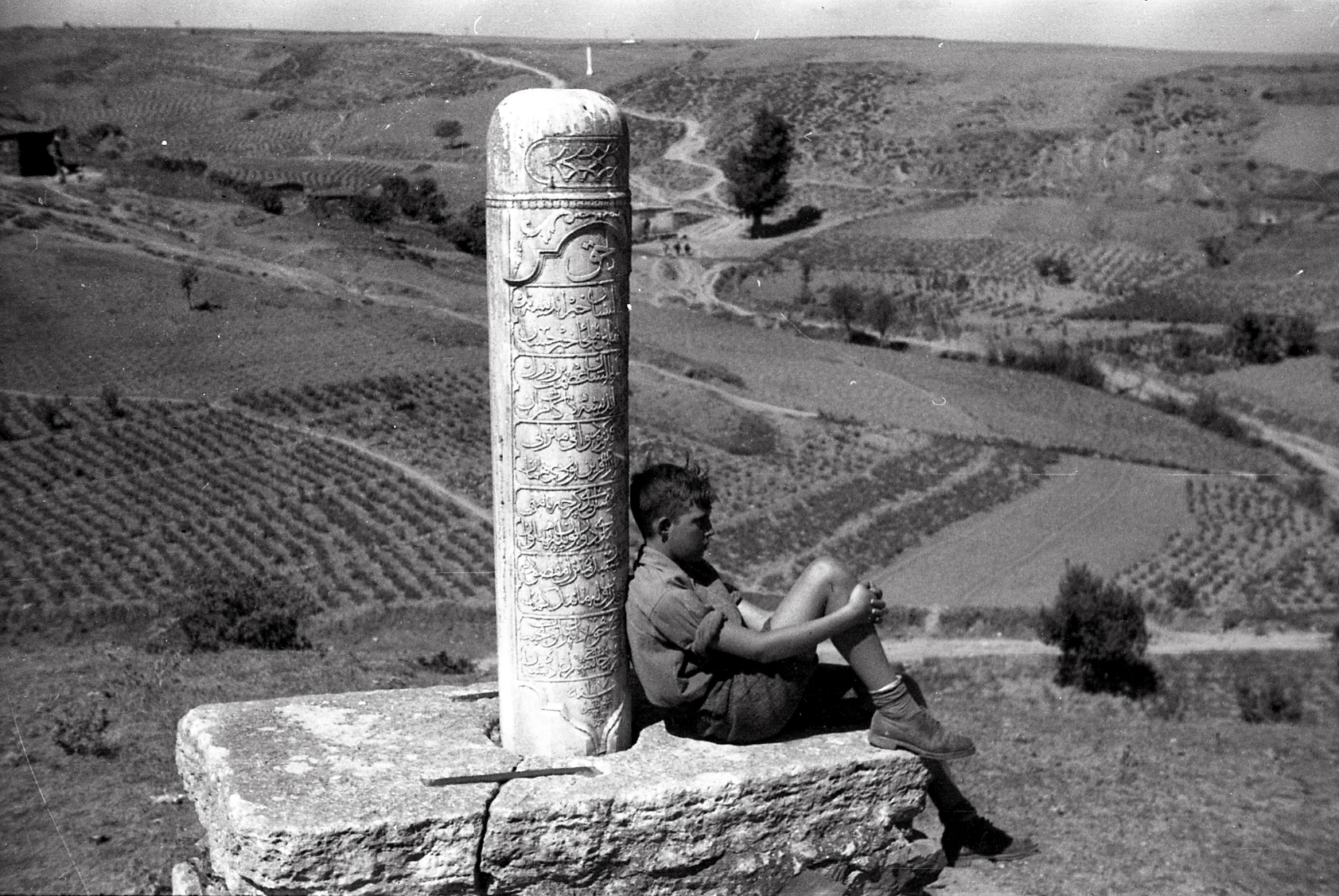
Una nişan taşı nella Okmeydanı a Istanbul

Col tempo alle gare di tiro con l'arco si affiancarono gare di tiro al fucile. In questo caso, venivano usati come bersagli uova di gallina, di struzzo e brocche piene d'acqua. Dalle iscrizioni rimaste è stato calcolato che nel caso di tiro con fucile si poteva sparare a un uovo di gallina da una distanza non inferiore a 454 gez (276 m), mentre per le uova di struzzo questa distanza ammontava a 1 155 gez (702 m) e per una brocca piena d'acqua a 1 361 gez (827 m). In ogni caso, anche per celebrare record ottenuti con il fucile venivano erette nişan taşı. I campi di tiro in questo caso erano situati in luoghi agresti o comunque non abitati, come Gülhane, Ihlamur, Yıldız, Levent, Ayasağa (Maslak), Kağıthane, Çamlıca e Göksu, in modo di non ferire i passanti. Oltre alle nişan taşı citate in precedenze, esiste una nişan taşı per il tiro con il cannone (a Kağıthane), e due per il lancio del bastone (a Cephane meydanı e al Topkapı).

## Pietre di mira notevoli

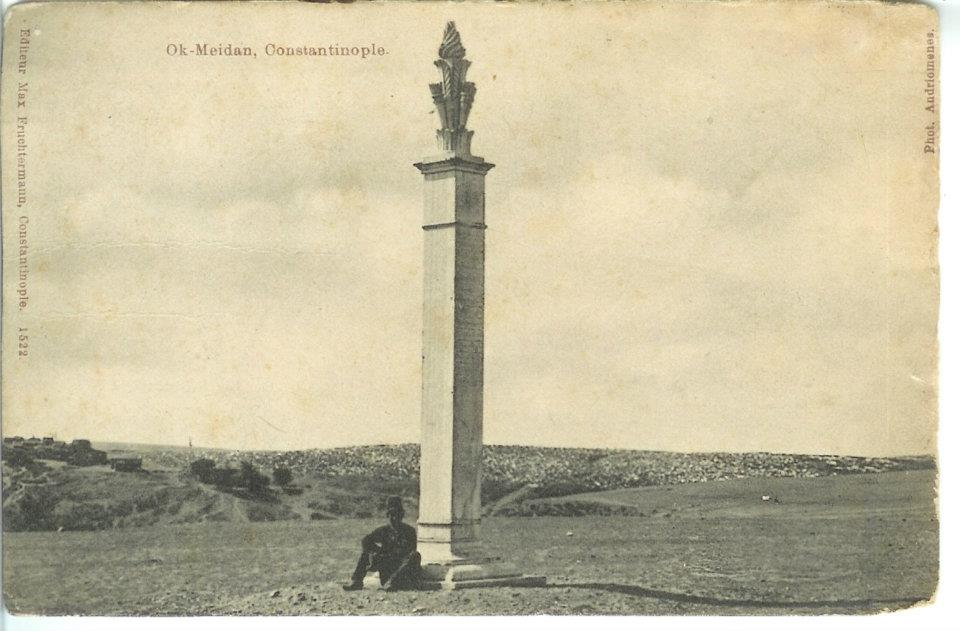
Pietra di mira di Mahmud II a Keçecipiri durante il tardo Ottocento

- Una pietra di tiro eretta dal sultano Mahmud II si conserva ancora oggi nella mahalle di Keçecipiri del distretto di Beyoğlu, un tempo parte della Okmeydanı.[1] Di questo tiro è rimasta anche la pietra del piede, la quale si trova nella mahalle di Piyalepaşa. La distanza fra le due pietre è di 1 215,5 gez, pari a 738,31 m.[1]
- La nişan taşı di Cephane meydanı ("piazza della polveriera", nel quinto cortile del Topkapı oggi non più esistente) fu eretta per ricordare un tiro con il fucile del sultano Selim III, che colpì un uovo di gallina a 264 m (434 gez) di distanza.[1] Questa pietra di mira è sormontata da un grande cavolfiore in pietra scolpito su di un vassoio.[1] A causa di ciò, la stele è chiamata "Monumento del cavolo" (in turco Lahana Abidesi).[1]
- Due nişan taşı, una di Selim III e una di Mahmud II (erette rispettivamente nel 1790-91 e nel 1811) si trovano nel cortile della Moschea Teşvikiye, a Nişantaşı.[1][4]
- La nişan taşı esistente nel secondo cortile del Topkapi fu eretta a seguito di un record col fucile stabilito dal sultano Selim III nel 1790.[1]
- Nel 1810, a Beşiktaş Mahmud II sparò a un uovo di struzzo con un fucile da una distanza di 1 115 gez (735,9 m).[8] La nişan taşı che ne risultò, chiamata dal popolo dikilitaş ("obelisco" in turco), fu eretta un anno dopo e diede il nome al quartiere circostante.[8][9] Sulla pietra c'è un'epigrafe lunga quindici distici scritta dal poeta del diwan ottomano Enderunlu Vasıf per commemorare il record.[8]
- A Kağıthane, all'estremità occidentale del Corno d'Oro, è ancora nella sua collocazione originaria una nişan taşı di Mahmud II che ricorda un suo tiro con un cannone a una brocca piena d'acqua a una distanza di 718 gez (436,11 m).[10] Questa pietra di mira è in marmo, ha forma rettangolare, ed è iscritta su entrambi i lati con venti distici composti da Mehmet Said Halet Efendi, poeta, diplomatico e politico ottomano dell'epoca.[10] Sopra la lastra insiste una cornice in marmo che incornicia la tughra del sultano.[10]

## Record di tiro

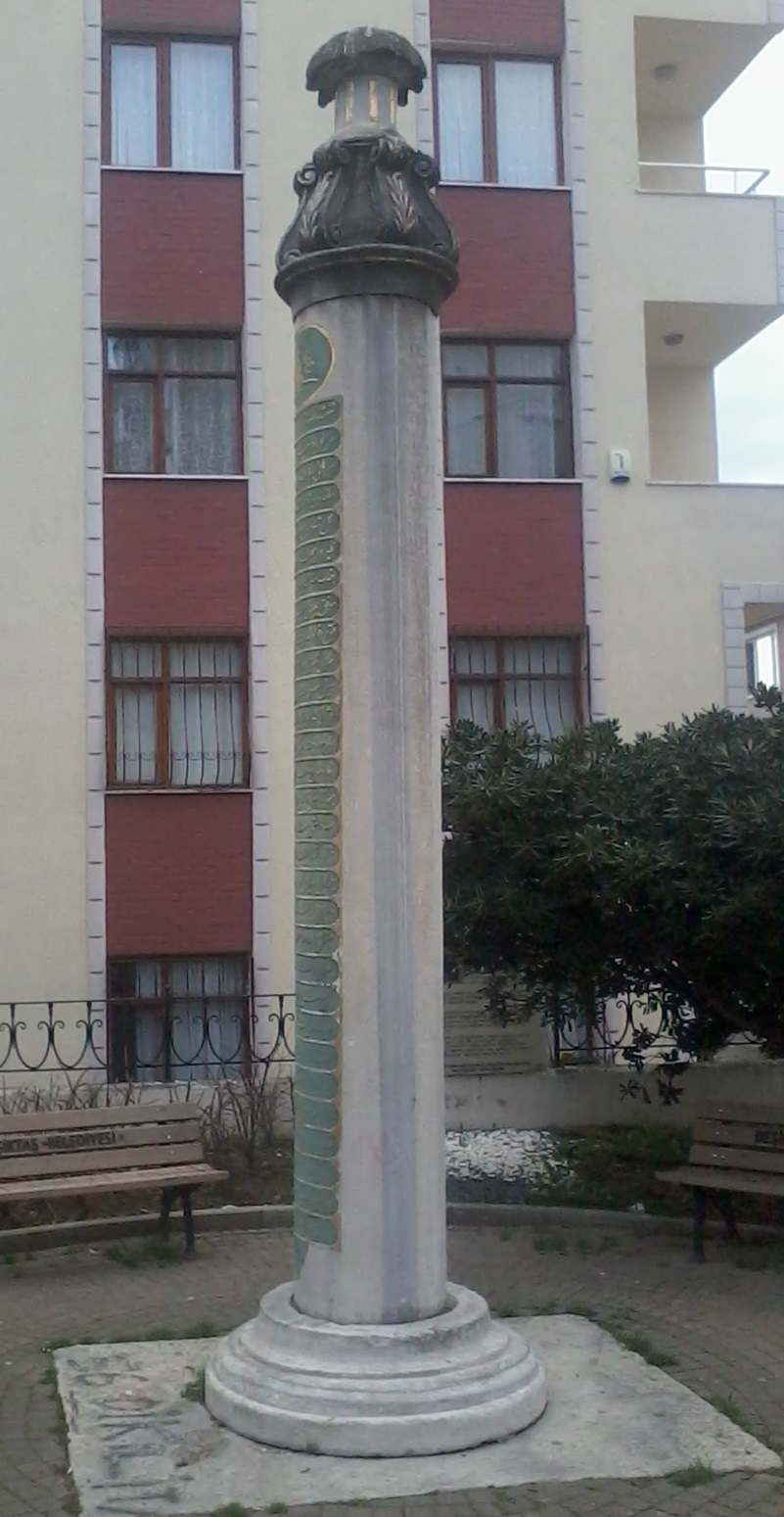
Nişan taşı di Mahmud II nel quartiere di Dikilitaş a Beşiktaş

Di seguito alcuni esempi di record nel tiro con l'arco segnalati da pietre di mira:
- Tozkoparan İskender: 1 281 gez (845,79 m)
- Tozkoparan İskender: 1 279 gez (844,14 m)
- Mir-i Alem Ahmed Aga: 1 271,5 gez (839,18 m)
- Bursalı Şüca: 1 243,5 gez (820,71 m)
- Mahmud II: 1 228 gez (810,48 m), 1 225 gez (808,5 m), 1 219 gez (804,54 m)
- Çullu Ferruh: 1 223 gez (807,18 m)
- Lenduha Cafer: 1 209,5 gez (798,27 m)
- Parpol Hüseyin Efendi: 1 207 gez (796,62 m)